# Caesio lunaris
Caesio lunaris es una especie de pez del género Caesio, familia Caesionidae. Fue descrita científicamente por Cuvier en 1830.
Se distribuye por el Pacífico Indo-Occidental: mar Rojo, golfo Pérsico y África Oriental hasta las Islas Salomón, de norte a sur de Japón. La longitud total (TL) es de 40 centímetros. Habita en áreas costeras, principalmente cerca de los arrecifes de coral y se alimentan de zooplancton. Puede alcanzar los 50 metros de profundidad.
Está clasificada como una especie marina inofensiva para el ser humano.